# Marília Chaves Peixoto
Marília Chaves Peixoto   (Santana do Livramento, 24 de febrer de 1921 - Rio de Janeiro, 5 de gener de 1961) va ser una matemàtica brasilera.

## Vida i obra
Amb el suport dels seus pares va poder fer els estudis secundaris a la seva vila natal de Santana do Livramento (a tocar de la frontera amb l'Uruguai), quan aquests estudis estaven reservats només als nois. El curs 1938-39 va estudiar al Colegio Andrews de Rio de Janeiro i, en acabar, va obtenir el tercer lloc en els exàmens d'accés a l'Escola Nacional d'Enginyeria sobre setanta tres candidats. El 1943 es va graduar com enginyera i va continuar estudiant matemàtiques a la universitat de Brasil. Durant els seus estudis va coincidir amb els futurs matemàtics Leopoldo Nachbin i Maurício Peixoto i el 1946 es va casar amb aquest darrer amb qui va tenir dos fills.
El 1949 va presentar la seva tesi d'habilitació sobre les desigualtats diferencials de tercer ordre, i, a partir d'aquesta data, va ser professora de l'Escola d'Enginyeria fins a la seva mort prematura el 1961.
Els treballs de recerca de Chaves Peixoto va ser principalment en el camp de l'anàlisi matemàtica. Va ser autora d'un exitós llibre de càlcul vectorial i, juntament amb el seu marit, va ser l'introductora al Brasil dels estudis sobre estabilitat estructural dels sistemes dinàmics.
Va ser la primera dona en obtenir un doctorat en matemàtiques al Brasil i, també, la primera dona en ser nomenada membre de l'Acadèmia Brasilera de les Ciències.